# وادا، چیبا
وادا، چیبا (به لاتین: Wada) یک منطقهٔ مسکونی در ژاپن است که در کانتو واقع شده‌است. وادا ۷٬۷۱۷ نفر جمعیت دارد.